# Coppa Korać 1990-1991
La Coppa Korać 1990-1991 di pallacanestro maschile venne vinta dalla Clear Cantù, al quarto successo nella competizione.

## Risultati

### Turno preliminare
| Team #1                           | Agg.      | Team #2                   | Andata | Ritorno   |
| --------------------------------- | --------- | ------------------------- | ------ | --------- |
| Fenerbahçe                        | 142 - 165 | Verviers-Pepinster        | 83-77  | 59-78     |
| APOEL Nicosia                     | 110 - 173 | Ranger Varese             | 55-87  | 55-87     |
| ICED Bucarest                     | 148 - 245 | VEF Riga                  | 89-106 | 59-139    |
| Stoccarda/Ludwigsburg             | 154 - 186 | Īraklīs Salonicco         | 92-91  | 62-95     |
| Solna IF Stoccolma                | 174 - 185 | FC Mulhouse               | 81-92  | 93-93     |
| Tungsram Budapest                 | 147 - 189 | Efes Pilsen               | 70-90  | 77-99     |
| Citroen Klagenfurt                | 153 - 141 | Inter Slovnaft Bratislava | 69-59  | 84-82     |
| KTP Kotka                         | 162 - 172 | Budivelnyk Kiev           | 84-88  | 78-84     |
| Möllersdorf Traiskirchen          | 138 - 212 | Trane Castors Braine      | 76-111 | 62-101    |
| Stal Bobry Bytom                  | 185 - 213 | Hapoel Tel Aviv           | 98-125 | 87-88     |
| Pädagogische Hochschule Magdeburg | 113 - 243 | Smelt Olimpia Lubiana     | 46-122 | 67-121    |
| Panathinaikos                     | 144 - 139 | TJ Sparta Praga           | 72-64  | 72-75     |
| Beira-Mar                         | 177 - 182 | Olympique d'Antibes       | 81-77  | 96-105    |
| SKA Alma-Ata                      | 156 - 151 | Academic Varna            | 85-63  | 71-88     |
| Viola Reggio Calabria             | 165 - 153 | Hapoel Gerusalemme        | 71-62  | 94-91 dts |
| Universitatea Cluj                | 184 - 192 | Paniónios Atene           | 98-89  | 86-103    |
| Etzella Ettelbruck                | 173 - 174 | Orca's Urk                | 103-97 | 70-78     |
| DTV Charlottenburg                | 162 - 145 | Caja de Ronda Malaga      | 88-77  | 74-68     |
| AEK Atene                         | 230 - 190 | Alvik Stoccolma           | 123-98 | 107-92    |
| Tofaş Bursa                       | 150 - 175 | Phonola Juvecaserta       | 74-86  | 76-89     |
| Apollon Limassol                  | 111 - 171 | Estudiantes Madrid        | 55-82  | 56-89     |
| BCM Gravelines                    | 156 - 146 | Nashua EBBC Den Bosch     | 89-72  | 67-74     |
| Honvéd                            | 164 - 162 | Çukurova Sanayi           | 96-86  | 68-76     |
| Ostenda                           | 195 - 189 | ÉB Orthez                 | 100-80 | 95-109    |
| Kalev Tallinn                     | 193 - 172 | Banik Prievidza           | 107-87 | 86-85     |
| Donar Groningen                   | 153 - 192 | Vojvodina Novi Sad        | 80-90  | 73-10     |
| SAM Massagno                      | 124 - 244 | Clear Cantù               | 84-118 | 40-126    |
| Maccabi Bruxelles                 | 202 - 209 | Bellinzona                | 96-100 | 106-109   |

### Primo turno
| Team #1               | Agg.      | Team #2               | Andata | Ritorno  |
| --------------------- | --------- | --------------------- | ------ | -------- |
| Verviers-Pepinster    | 183 - 187 | Ranger Varese         | 74-84  | '109-103 |
| VEF Riga              | 190 - 200 | Īraklīs Salonicco     | 113-97 | 76-103   |
| FC Mulhouse           | 173 - 166 | Efes Pilsen           | 87-70  | 87-96    |
| Budivelnyk Kiev       | 167 - 172 | Trane Castors Braine  | 94-83  | 73-89    |
| Citroen Klagenfurt    | 110 - 192 | Real Madrid           | 63-112 | 47-80    |
| Hapoel Tel Aviv       | 171 - 170 | Smelt Olimpia Lubiana | 77-67  | 94-103   |
| Panathinaikos         | 90 - 180  | Olympique d'Antibes   | 97-80  | 93-100   |
| SKA Alma-Ata          | 178 - 198 | Cibona Zagabria       | 82-88  | 96-110   |
| Viola Reggio Calabria | 154 - 163 | Paniónios Atene       | 77-73  | 77-90    |
| Orca's Urk            | 143 - 165 | DTV Charlottenburg    | 70-71  | 73-94    |
| AEK Atene             | 154 - 174 | Phonola Juvecaserta   | 87-74  | 67-100   |
| Estudiantes Madrid    | 145 - 144 | BCM Gravelines        | 77-66  | 68-78    |
| Honvéd                | 147 - 189 | Ostenda               | 71-91  | 76-98    |
| Kalev Tallinn         | 156 - 167 | Zadar                 | 85-75  | 71-92    |
| Vojvodina Novi Sad    | 167 - 169 | Clear Cantù           | 82-81  | 85-88    |
| Bellinzona            | 164 - 242 | Joventut de Badalona  | 96-121 | 68-121   |

### Fase a gironi

#### Gruppo A
|    | Squadra              | G | V | P | PF  | PS  | Dif | P.ti |
| -- | -------------------- | - | - | - | --- | --- | --- | ---- |
| 1. | Clear Cantù          | 6 | 6 | 0 | 548 | 473 | +75 | 12   |
| 2. | Real Madrid          | 6 | 4 | 2 | 539 | 484 | +55 | 10   |
| 3. | Panathinaikos        | 6 | 1 | 5 | 491 | 548 | -57 | 7    |
| 4. | Trane Castors Braine | 6 | 1 | 5 | 518 | 591 | -73 | 7    |

#### Gruppo B
|    | Squadra             | G | V | P | PF  | PS  | Dif | P.ti |
| -- | ------------------- | - | - | - | --- | --- | --- | ---- |
| 1. | Phonola Juvecaserta | 6 | 5 | 1 | 518 | 458 | +60 | 11   |
| 2. | Cibona Zagabria     | 6 | 3 | 3 | 535 | 480 | +55 | 9    |
| 3. | DTV Charlottenburg  | 6 | 2 | 4 | 502 | 540 | -38 | 8    |
| 4. | Hapoel Tel Aviv     | 6 | 2 | 4 | 481 | 558 | -77 | 8    |

#### Gruppo C
|    | Squadra              | G | V | P | PF  | PS  | Dif  | P.ti |
| -- | -------------------- | - | - | - | --- | --- | ---- | ---- |
| 1. | Joventut de Badalona | 6 | 5 | 1 | 532 | 387 | +145 | 11   |
| 2. | FC Mulhouse          | 6 | 3 | 3 | 466 | 533 | -67  | 9    |
| 3. | Ranger Varese        | 6 | 2 | 4 | 523 | 563 | -40  | 8    |
| 4. | Īraklīs Salonicco    | 6 | 2 | 4 | 510 | 548 | -38  | 8    |

#### Gruppo D
|    | Squadra            | G | V | P | PF  | PS  | Dif | P.ti |
| -- | ------------------ | - | - | - | --- | --- | --- | ---- |
| 1. | Zadar              | 6 | 4 | 2 | 589 | 538 | +51 | 10   |
| 2. | Estudiantes Madrid | 6 | 4 | 2 | 526 | 501 | +25 | 10   |
| 3. | Paniónios Atene    | 6 | 4 | 2 | 558 | 556 | +2  | 10   |
| 4. | Ostenda            | 6 | 0 | 6 | 524 | 602 | -78 | 6    |

### Quarti di finale
| Team #1              | Agg.      | Team #2            | Andata | Ritorno |
| -------------------- | --------- | ------------------ | ------ | ------- |
| Clear Cantù          | 160 - 147 | Cibona Zagabria    | 80-70  | 80-77   |
| Phonola Juvecaserta  | 150 - 153 | Real Madrid        | 92-79  | 58-74   |
| Joventut de Badalona | 156 - 155 | Estudiantes Madrid | 93-79  | 63-76   |
| Zadar                | 151 - 164 | FC Mulhouse        | 84-84  | 67-80   |

### Semifinali
| Team #1     | Agg.      | Team #2              | Andata | Ritorno |
| ----------- | --------- | -------------------- | ------ | ------- |
| Real Madrid | 151 - 149 | Joventut de Badalona | 71-75  | 80-74   |
| FC Mulhouse | 136 - 149 | Clear Cantù          | 82-85  | 54-64   |

### Finale
| Team #1     | Agg.      | Team #2     | Andata | Ritorno |
| ----------- | --------- | ----------- | ------ | ------- |
| Clear Cantù | 168 - 164 | Real Madrid | 73-71  | 95-93   |

| Coppa Korać 1990-1991 |
| --------------------- |
| Clear Cantù 4º titolo |

## Formazione vincitrice
| N° | Naz.                   | Ruolo | Sportivo            |  | Alt. |  |
| -- | ---------------------- | ----- | ------------------- |  | ---- |  |
| 5  | Italia (bandiera)      | C     | Omar Tagliabue      |  |      |  |
| 6  | Italia (bandiera)      | A     | Silvano Dal Seno    |  |      |  |
| 7  | Italia (bandiera)      | AC    | Alessandro Zorzolo  |  |      |  |
| 8  | Italia (bandiera)      | A     | Beppe Bosa          |  |      |  |
| 9  | Italia (bandiera)      | P     | Alberto Rossini     |  |      |  |
| 10 | Italia (bandiera)      | G     | Andrea Gianolla     |  |      |  |
| 11 | Stati Uniti (bandiera) | C     | Roosevelt Bouie     |  |      |  |
| 12 | Stati Uniti (bandiera) | G     | Pace Mannion        |  |      |  |
| 13 | Italia (bandiera)      | AG    | Davide Pessina      |  |      |  |
| 14 | Italia (bandiera)      | P     | Pierluigi Marzorati |  |      |  |
| 15 | Italia (bandiera)      | C     | Angelo Gilardi      |  |      |  |
|    | Italia (bandiera)      |       | Fabio Gatti         |  |      |  |
|    | Italia (bandiera)      |       | Fabio Tonini        |  |      |  |
|    | Italia (bandiera)      | All.  | Fabrizio Frates     |  |      |  |